# Saprofagia

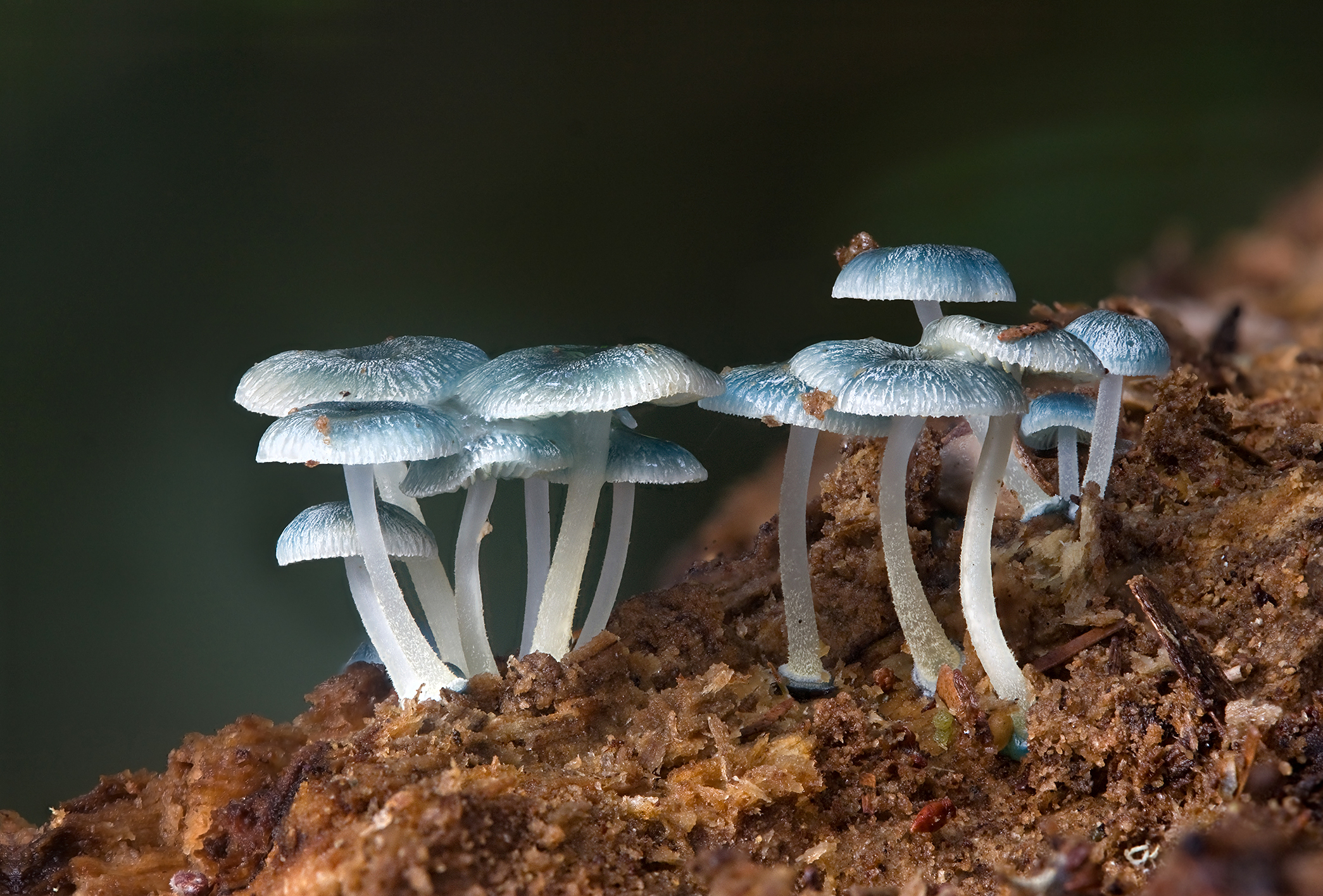
Los hongos son los descomponedores primarios en la mayoría de los ambientes, Mycena interrupta.

Los saprófagos son organismos que obtienen nutrientes al consumir biomasa animal o vegetal muerta o en descomposición. Se distinguen de los detritívoros en que los saprófagos son consumidores sésiles mientras que los detritívoros son móviles. Los animales saprofágicos típicos incluyen poliquetos sedentarios tales como anfitritinos (Amphitritinae, gusanos de la familia Terebellidae) y otros terebélidos.
Comer madera, ya sea viva o muerta, se conoce como xilofagia. La actividad de los animales que se alimentan solo de madera muerta se llama saproxilofagia y los animales, saproxilófagos, que contribuyen decisivamente en el reciclaje de la materia.

## Ecología
En las redes alimentarias, los saprófagos generalmente desempeñan el papel de descomponedores. Hay dos ramas principales de saprófagos, desglosadas por fuente de nutrientes. Hay necrófagos que consumen biomasa de animales muertos y tanatófagos que consumen biomasa de plantas muertas.